# Lijst van gemeentelijke monumenten in Lelystad
De gemeente Lelystad kent 10 gemeentelijke monumenten. Hieronder een overzicht.
| Object | Bouwjaar                        | Architect                                                                 | Locatie            | Coördinaten                   | Nr.           | Afbeelding |
| --- | ------------------------------- | ------------------------------------------------------------------------- | ------------------ | ----------------------------- | ------------- | --- |
| C.K.V. De Kubus | 1983                            | W. Davidse                                                                | Agorabaan 3        | 52° 30' 47" NB, 5° 28' 37" OL | 0995/wikinr1  | Meer afbeeldingen |
| Viskwekerwoningen | ontwerp 1960, realisatie 1962   | R. Romke de Vries                                                         | Karperweg          | 52° 33' 14" NB, 5° 31' 11" OL | 0995/wikinr2  | Meer afbeeldingen |
| Scholengemeenschap Lelystad | ontwerp 1968, realisatie 1972   | L.J. Jellema                                                              | Kofschip 1         | 52° 31' 24" NB, 5° 28' 27" OL | 0995/wikinr3  | Scholengemeenschap Lelystad |
| Houtribsluizen | 1975                            | P.Verhave, Bureau Verhave, Luyt, long en Slikker                          | Markerwaarddijk    | 52° 31' 39" NB, 5° 26' 4" OL  | 0995/wikinr4  | Houtribsluizen |
| Gemaal Wortman | 1956                            | D. Roosenburg, P. Verhave en P.A. Hofman                                  | Oostvaardersdijk   | 52° 30' 11" NB, 5° 25' 14" OL | 0995/wikinr5  | Meer afbeeldingen |
| Het Stenen Kamp en het Houten Kamp op het Werkeiland Lelystad. Gewaardeerd wordt: het voormalige eiland, de dijken, de houten en stenen woonhuizen en de vrijstaande klok | ontworpen 1954, realisatie 1956 | J.S.O. Meffert                                                            | Oostvaardersdijk   | 52° 30' 9" NB, 5° 25' 0" OL   | 0995/wikinr6  | Het Stenen Kamp en het Houten Kamp op het Werkeiland Lelystad. Gewaardeerd wordt: het voormalige eiland, de dijken, de houten en stenen woonhuizen en de vrijstaande klok |
| Rode Klif | 1974                            | T. Hazewinkel                                                             | Rode Klif          | 52° 31' 22" NB, 5° 29' 9" OL  | 0995/wikinr7  | Meer afbeeldingen |
| Stadhuis | ontwerp 1976, realisatie 1984   | J. Hoogstad                                                               | Stadhuisplein 2    | 52° 30' 28" NB, 5° 28' 33" OL | 0995/wikinr8  | Meer afbeeldingen |
| Station Lelystad Centrum | 1988                            | Peter Kilsdonk                                                            | Stationsplein 9    | 52° 30' 29" NB, 5° 28' 22" OL | 0995/wikinr9  | Meer afbeeldingen |
| Smedinghuis | 1971                            | architectenbureau Du Pon en Van Mourik (projectarchitect Ph. M. Rosdorff) | Zuiderwagenplein 2 | 52° 31' 7" NB, 5° 29' 4" OL   | 0995/wikinr10 | Meer afbeeldingen |

Almere ·
Dronten ·
Lelystad ·
Noordoostpolder ·
Urk